# Petrova Ves
Petrova Ves (in ungherese Péterlak, in tedesco Petersdorf, in latino Petrovilla) è un comune della Slovacchia facente parte del distretto di Skalica, nella regione di Trnava.